# (2870) Haupt
(2870) Haupt es un asteroide perteneciente al cinturón de asteroides, descubierto el 4 de junio de 1981 por Edward Bowell desde la Estación Anderson Mesa (condado de Coconino, cerca de Flagstaff, Arizona, Estados Unidos).

## Designación y nombre
Designado provisionalmente como 1981 LD. Fue nombrado Haupt en honor al astrónomo austríaco Hermann Haupt.